# Septième problème de Hilbert
Le septième problème de Hilbert concerne l'irrationalité et la transcendance de certains nombres. Il pose deux questions, dont la première est énoncée géométriquement mais peut se reformuler comme le cas particulier a = –1 de la seconde :
1. Dans un triangle isocèle, si le rapport de l'angle de la base à l'angle du sommet est algébrique mais non rationnel, alors le rapport entre la base et le côté est-il toujours transcendant ?
2. ab est-il transcendant, pour a un nombre algébrique différent de 0 et de 1 et b nombre algébrique irrationnel[2] ?

La réponse affirmative fut donnée par Aleksandr Gelfond en 1934, et raffinée par Theodor Schneider en 1935. Ce résultat est connu sous le nom de théorème de Gelfond ou de Gelfond-Schneider.
Une généralisation en fut conjecturée par Gelfond et démontrée par Alan Baker.